# Katra Zajc
Katarina »Katra« Zajc, slovenska smučarka, pravnica in univerzitetna profesorica * 31. januar 1967, Ljubljana.
Katarina Zajc je diplomirala iz prava na Pravni fakulteti Univerze v Ljubljani, doktorirala iz ekonomije na Univerzi George Mason, ZDA, in magistrirala iz prava na Univerzi Yale, ZDA. Je redna profesorica na Pravni fakulteti, kjer je v sklopu katedre za pravnoekonomske znanosti nosilka predmetov Ekonomija in Ekonomska analiza prava. Leta 2009 je nastopila šestletni mandat članice sodnega sveta.  Leta 2010 se je pridružila društvu Svetilnik kot raziskovalka na področju prava in ekonomije.
Katarina Zajc je nastopila na Zimskih olimpijskih igrah 1988 v Calgaryju, kjer je tekmovala v veleslalomu in slalomu. V veleslalomu je osvojila 15. mesto. V svetovnem pokalu v alpskem smučanju je kot najboljšo uvrstitev dosegla 3. mesto leta 1986 v Banffu (Kanada).